# Muriel Bradbrook
Pour les articles homonymes, voir Bradbrook.
Muriel Clara Bradbrook (1909–1993), est une universitaire britannique, spécialiste de Shakespeare et critique littéraire. Elle est professeure de littérature anglaise à l'université de Cambridge et principale du Girton College de 1968 à 1976.

## Biographie
Née le 27 avril 1909, Bradbrook est la fille aînée d'Annie Wilson (née Harvey) et de son mari Samuel Bradbrook, surintendant de HM Waterguard. Elle a fait ses études secondaires à l'école de filles de Hutcheson, à Glasgow, et à l'école Oldershaw, à Wallasey. Elle fait des études de langue et littérature anglaises au Girton College de Cambridge, et obtient une mention très bien aux deux parties des tripos. Elle reste au Girton College en tant que Carlisle Scholar, puis en tant que Ottilie Hancock Research Fellow entre 1930 et 1935, et obtient son doctorat en 1933. Elle passe une année à Oxford avant de retourner au Girton College en tant que fellow en langue et littérature anglaises en 1935. Durant la Seconde Guerre mondiale, elle travaille à Londres pour le Board of Trade et revient à Cambridge en 1945. À ce moment-là, elle avait déjà publié cinq ouvrages majeurs de critique littéraire et tout au long des années 1950 et 1960, elle a continué à publier sur Shakespeare et les auteurs élisabéthains.
Elle publie des ouvrages sur Lowry et Conrad. Elle s'intéresse également à Ibsen, et apprend le norvégien pour le lire dans le texte. Elle est nommée lectrice à l'université de Cambridge en 1948, maître de conférences en 1962 et professeure d'anglais en 1965 (première femme nommée professeure à la faculté de langue et littérature anglaises). Elle est professeure invitée des universités de Santa Cruz, Tokyo et Rhodes, en Afrique du Sud. 
Elle est vice-principale de Girton de 1962 à 1966, puis principale de 1968 à 1976, lorsqu'elle succède à Mary Cartwright. Pendant son mandat de principale, le collège célèbre le centenaire de sa fondation, et elle écrit une histoire, That Infidel Place , tandis que le collège devient mixte Elle prend sa retraite en 1976 et est nommée fellow honorifique du college. Elle meurt à son domicile 91 Chesterton Road, à Cambridge, le 11 juin 1993.

## Publications

### Ouvrages scientifiques
- Elizabethan Stage Conditions: A Study of Their Place in the Interpretation of Shakespeare's Plays (1932)
- Themes and Conventions of Elizabethan Tragedy (1935)
- The School of Night: A Study in the Literature Relationships of Sir Walter Raleigh (1936)
- Andrew Marvell, avec M. G. Lloyd Thomas (1940)
- Joseph Conrad: Poland's English Genius (1941)
- Ibsen - The Norwegian : A Revaluation (1946)
- T. S. Eliot (1950)
- Shakespeare and Elizabethan Poetry: A Study of His Earlier Work in Relation to the Poetry of the Time (1951)
- Themes & Convention of Elizabethan Tragedy (1952)
- The Queen's Garland : Tudor Poems Now Collected in Honour of Her Majesty Queen Elizabeth II (1953) editor
- The Growth and Structure of Elizabethan Comedy (1955)
- Sir Thomas Malory (1958)
- The Rise of the Common Player: A Study of Actor and Society in Shakespeare's England  (1962)
- English Dramatic Form: A History of Its Development (1965)
- Shakespeare's Primitive Art (1965)
- The Tragic Pageant of 'Timon of Athens' (1966)
- That Infidel Place - a Short History of Girton College 1869-1969 (1969)
- Shakespeare the Craftsman  (1969)  Clark Lectures 1968
- Literature in Action: Studies in Continental and Commonwealth Society (1972)
- T.S. Eliot: the Making of 'The Waste Land' (1972)
- Malcolm Lowry: His art and Early Life - a study in transformation (1974)
- The Living Monument : Shakespeare and the Theatre of His Time (1976)
- George Chapman (1977)
- Shakespeare : The Poet in His World (1978)
- In defence of Plato's love in modern literature (1979)
- John Webster, Citizen and Dramatist (1980)
- The Artist and Society in Shakespeare's England (1982) Collected Papers I
- Women and Literature 1779-1982 (1982) Collected Papers II
- Aspects of Dramatic Form in the English and Irish Renaissance (1983) Collected Papers III
- Muriel Bradbrook on Shakespeare (1984)
- Shakespeare in His Context: The Constellated Globe (1989) Collected Papers IV

### Essai historique
- "That infidel place": a short history of Girton College, 1869-1969 (Chatto & Windus, London, 1969).  (ISBN 0-7011-1344-8)